# Rovaniemi
Rovaniemi város Finnországban, Lappföld fővárosa és egyben legnagyobb városa.
Az északi sarkkör mellett fekszik, a Kemijoki és Ounausjoki összefolyásánál. Rovaniemi nemzetközi egyetemi város, vásárváros, sport és kulturális, oktatási és kereskedelmi központ. A város mintegy 10 kilométerrel délebbre helyezkedik el a sarkkörtől az Ounasvaara és a Korkalovaara hegyek között, a Kemijoki és az Ounasjoki folyók összefolyásánál. A város és a körülötte elhelyezkedő Rovaniemi község 2006. január elsejétől kezdve egy közigazgatási egységet alkotnak. Az új község területe 8016 négyzetkilométer, melyen mintegy 62 000 fős népesség él.
Finnország tizenharmadik legnagyobb városa.
Magyar testvérvárosai Veszprém és Ajka.

## Nevének eredete
A Rovaniemi szót a számi nyelvből eredeztetik. "Roavve" számi nyelven dombot jelent, vagy régi tűzrakóhelyet. A dél-lapp nyelvjárásban a "rova" szó kőhalmot vagy sziklát jelent.

## Története
A város területén vélhetően már a kőkorszak óta élnek emberek. Az új mezőgazdasági területek kialakítása miatti időszakos erdőirtások időszámításunk előtt 750-530 közt folytak. Kézműves termékek leletei bizonyítják, hogy Karélia felől számos utazó vetődött e vidékre. 
Rovaniemi nevét hivatalos dokumentumok első alkalommal 1453-ban említik, mint olyan települések vidékét, ahol főleg mezőgazdasággal és állatok elejtésével foglalkoznak. 
Az 1800-as években a város növekedésnek indult a természeti erőforrások fokozódó kihasználása miatt. Arany után kutattak ezen a vidéken, illetve fokozott fakitermelés kezdődött, amely emberek ezreit csábította e vidékre. Ahogy a bányászati kitermelés jelentősége egyre inkább megnövekedett, úgy vált Rovaniemi is egyre inkább Lappföld központjává.
A második világháború során Finnország aláírta a moszkvai fegyverszünetet, és hirtelen a lappföldi háborúban találta magát az ország korábbi német szövetségesével együtt. A visszavonuló német csapatok a felperzselt föld taktikáját alkalmazták és Lothar Rendulic német tábornok elrendelte a város elpusztítását, a kórházakat kivéve. Miközben a német csapatok utóvédje a város elpusztítására készült, a vasútállomáson veszteglő lőszerszállító tehervonat felrobbant és lángra lobbantotta a város faépületeit. A német katonák közül sokan szenvedtek súlyos sérüléseket, részben a levegőben repülő üvegszilánkok miatt. Egy finn kommandót tesznek felelőssé a vonat felrobbantásáért, amely végül a város pusztulásához is vezetett. Az események során a város épületeinek kilencven százaléka megsemmisült. A várostól 19 kilométernyire fekvő német katonai temetőben vannak elhantolva azon német katonák, akik Lappföldön vesztették életüket. 
A természeti környezet és a számos kikapcsolódási lehetőség miatt a város életében fontos szerepet játszik a turizmus. Számos kereskedelmi szálláshely, illetve vendéglátóhely fogadja az ide érkező utazókat. 2013-ban a városba látogatók száma elérte a 481 000 főt.
Mióta Rovaniemi alkotja Lappföld központját, azóta számos tartományi kormányzati szerv irodája települt a városba. A város lakossága közül, közel 10 000 főt számlál az iskolások száma. Nem csupán a Lappföldi Egyetem, hanem a Rovaniemi Alkalmazott Tudományok Egyeteme is a városban található, ahol számos szakon szerezhetnek képesítést a hallgatók. 
Rovaniemi egyik legszembeötlőbb látnivalója a Jätkänkynttilä, mely a Kemijoki folyó fölött ível át. A városban található az Artikum Természettudományi Múzeum, mely Finnország és a sarkvidék életmódját, múltját és jelenét mutatja be kiállításaival. A városban található Lappia-ház a város színháza, ám kongresszusi központként és könyvtárként is üzemel. 

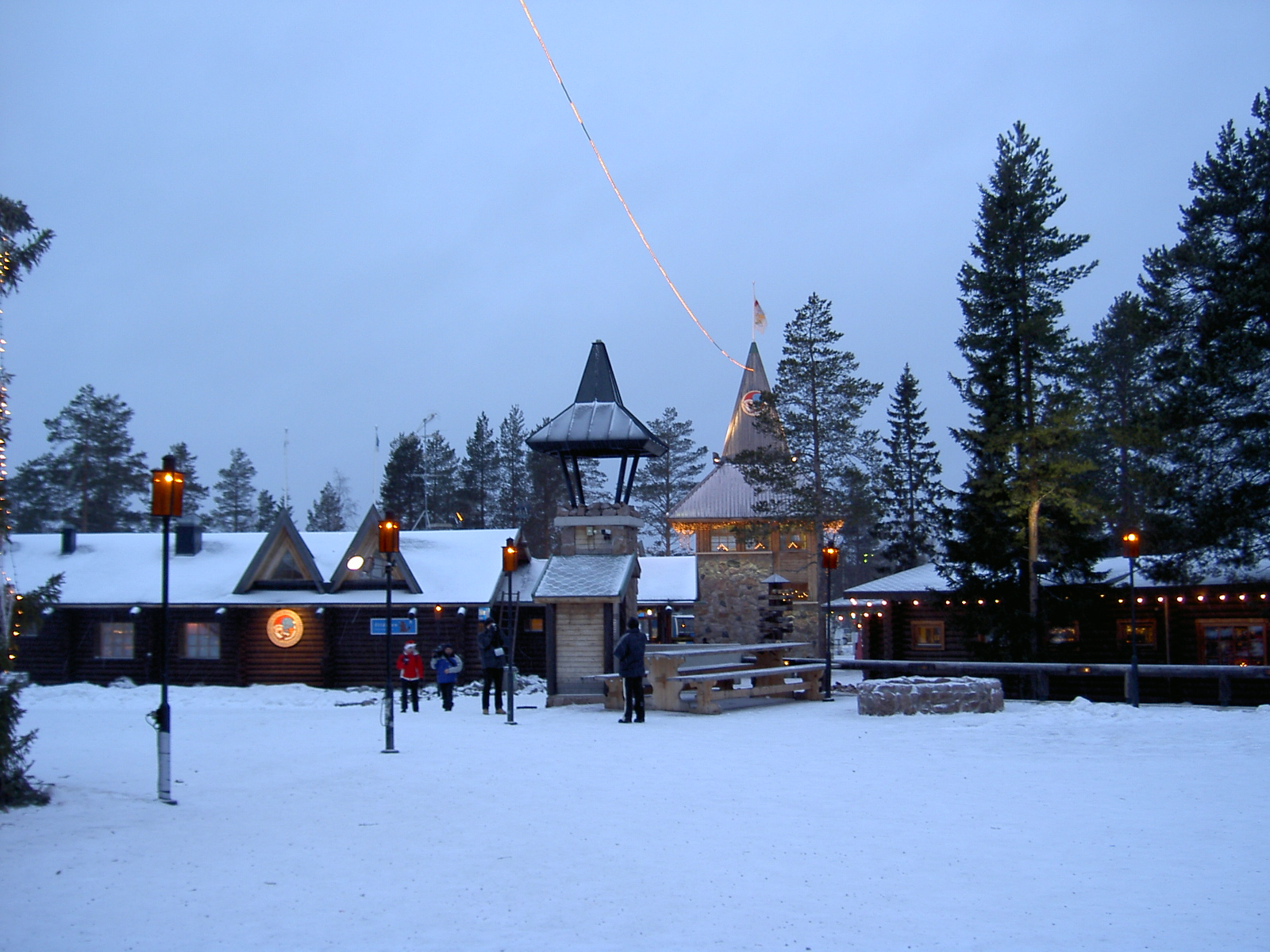
Santa Post Office, Mikulás Postahivatal, az északi sarkkör pontosan a kábel alatt húzódik

A finnek úgy tartják, hogy a Mikulás Rovaniemiben lakik. Otthona, a város központjától nyolc kilométernyire található Santa Park, a helyi repülőtér közelében. A várostól keletre emelkedő Ounasvaara kiemelkedésen található az Ounasvaara Síközpont. A kiemelkedésen találták meg a környék legrégebbi emberi településeinek maradványait.
Számos látogatót vonz a sarki fény jelenség is, amely itt akár évi 200 alkalommal is megfigyelhető, míg Finnország délebbi vidékein csupán évi 20 alkalommal látható.
Bővebben: 

## Időjárás
| Hónap                         | Jan.  | Feb.  | Már.  | Ápr. | Máj. | Jún. | Júl. | Aug. | Szep. | Okt. | Nov.  | Dec.  | Év   |
| ----------------------------- | ----- | ----- | ----- | ---- | ---- | ---- | ---- | ---- | ----- | ---- | ----- | ----- | ---- |
| Átlagos max. hőmérséklet (°C) | −9,8  | −8,3  | −1,8  | 4,3  | 10,7 | 17,1 | 20,0 | 16,8 | 10,8  | 3,5  | −3,3  | −7,4  | 4,5  |
| Átlagos min. hőmérséklet (°C) | −20,0 | −19,2 | −14,0 | −7,1 | −0,2 | 5,8  | 9,3  | 6,9  | 2,5   | −2,3 | −10,3 | −16,5 | −5,3 |
| Átl. csapadékmennyiség (mm)   | 45    | 36    | 39    | 31   | 46   | 61   | 79   | 78   | 56    | 55   | 50    | 42    | 618  |
| Forrás:                       |       |       |       |      |      |      |      |      |       |      |       |       |      |

- átlaghőmérséklet: +0,2 °C
- havas napok száma 183 egy évben
- legalacsonyabb feljegyzett hőmérséklet: –45,3 °C
- legmagasabb feljegyzett hőmérséklet: +30,6 °C
- éjjel is fent van a nap június 6. és július 7. között

## Népességeloszlás
(2000/2001 felmérés)
- nő: 18 524
- férfi: 16 406
- finn: 35 158
- külföldi: 497

## Távolságok más finn városoktól

Rovaniemi címere, 1930-2006 közt

- Hanko 924 km
- Helsinki 815 km
- Ivalo 288 km
- Jyväskylä 545 km
- Kilpisjärvi 429 km
- Kittilä 149 km
- Kuopio 491 km
- Kuusamo 192 km
- Mikkeli 636 km
- Muonio 235 km
- Nuorgam 496 km
- Oulu 207 km
- Tampere 683 km
- Turku 827 km
- Vaalimaa 802 km